# Capiscol (Lérida)
Capiscol es un lugar del municipio español de Montellá Martinet, perteneciente a la provincia de Lérida, en la comunidad autónoma de Cataluña.

## Historia
Hacia mediados del siglo XIX, el lugar tenía contabilizada una población de seis habitantes. Aparece descrito en el quinto volumen del Diccionario geográfico-estadístico-histórico de España y sus posesiones de Ultramar de Pascual Madoz con las siguientes palabras:

CAPISCOL: cas. y molino en la prov. de Lérida, part. jud. y dióc. de Seo de Urgel, térm. de Martinet y jurisd. municipal de Montellá: se halla sit. á la orilla izq. del r. Segre inmediato al pueblo de Martinet y en el camino principal que dirije desde Seo de Urgel á Puigcerdá. El terreno es flojo y en general de mediana calidad; y sus prod. son iguales á Montellá, del cual depende. (V.) pobl.: 1 vec., 6 almas.
(Madoz, 1846, p. 505)